# Košarkarsko društvo Postojna
Le Košarkarsko društvo Postojna, ou Postojnska jama Postojna, est un club slovène de basket-ball basé à Postojna. Le club évolue dans le championnat slovène.

## Noms successifs
- Depuis 2004 : Postojnska jama
- 2003-2004 : Pivka Perutninarstvo
- 2001-2003 : Unika TTI Postojna
- 1998-2001 : Republika Postojna
- 1996-1997 : Republika
- 1994-1995 : Postojna
- 1992-1993 : Optimizen Postojna

## Entraîneurs successifs
- Depuis ? : Vojko Herksel

## Palmarès
- Vainqueur de la saison régulière : 2004
- Finaliste de la Coupe de Slovénie : 1993, 1995